# 職業訓練指導員 (美容科)
職業訓練指導員 (美容科)（しょくぎょうくんれんしどういん びようか）は、職業訓練指導員免許のうちの1つ。厚生労働省管轄。
なお、この職業訓練指導員免許は、相当する技能士および技能検定はなく、試験を実施している都道府県が圧倒的に少ない。申請できる履修カリキュラム(シラバス)を持つ学校が存在しないため、理容科、鍛造科に続いて事実上の取得が難しい職業訓練指導員免許となっている。

## 受験資格
- 職業訓練指導員免許の受験資格と試験免除を参照。

## 試験科目
学科試験
1. 指導方法（職業訓練原理、教科指導法、訓練生の心理、生活指導及び職業訓練関係法規）
2. 関連学科
  - 系基礎学科
    - 保健衛生（公衆衛生、環境衛生、感染症、衛生管理技術、理容・美容保健）
    - 理容・美容の物理・化学（理容・美容の物理、香粧品の化学）
    - 運営管理（経営戦略、経営・労務管理、接客法）
    - 安全衛生（安全管理、衛生管理）

  - 専攻学科
    - 美容理論（美容文化論、美容技術、関係法規）

実技試験
1. 美容